# Коша, Себастьян
Себа́стьян Ко́ша (словац. Sebastian Kóša; род. 13 сентября 2003, Нове-Замки, Нитранский край) — словацкий футболист, защитник клуба «Спартак» (Трнава) и сборной Словакии.

## Клубная карьера
Коса — воспитанник клубов «ВиОн» и «Нитра». 13 июня 2020 года в матче против «ВиОна» он дебютировал в чемпионата Словакии в составе последних. Летом 2020 года Коса перешёл в трнавский «Спартак». 8 августа в матче против «Земплина» он дебютировал за новую команду. 24 октября в поединке против «Тренчина» Себастьян забил свой первый гол за «Спартак». В 2022 году он помог клубу завоевать Кубок Словакии. 

## Международная карьера
В 2022 году Коса в составе юношеской сборной Словакии принял участие в домашнем юношеском чемпионате Европы. На турнире он сыграл в матчах против команд Франции, Италии, Румынии и Австрии.

## Достижения
Клубные
 «Спартак» (Трнава)
- Обладатель Кубка Словакии — 2021/2022